# Juhan Aavik
Juhan Aavik (ur. 29 stycznia 1884 w Tallinnie, zm. 26 listopada 1982 w Sztokholmie) – estoński kompozytor, dyrygent i historyk muzyki.
Studia muzyczne podjął w konserwatorium w Petersburgu. Od 1911 r. działał w Dorpacie, najpierw jako dyrygent, później jako dyrektor miejscowego konserwatorium. Następnie wyjechał do Tallinna, gdzie w 1925 r. został dyrygentem Teatru Estonia. w trzy lata po objęciu stanowiska zaproponowano mu posadę wykładowcy w stołecznym konserwatorium, którą przyjął już z tytułem profesorskim. W 1933 r. zrezygnował z dyrygentury w teatrze, aby poświęcić się pracy na nowym stanowisku – dyrektora konserwatorium w Tallinnie. Po zaanektowaniu Estonii przez ZSRR w 1944 r. wyemigrował do Szwecji. Tam też podjął się działalności wspólnotowej emigrantów estońskich i propagowaniem rodzimej muzyki, m.in. poprzez przyjęcie stanowiska wykładowcy w konserwatorium w Sztokholmie. W okresie swojej działalności naukowej zredagował i wydał w l. 1965–1969 czterotomową Historię muzyki estońskiej. W l. 1948–1961 był dyrygentem estońskich festiwali chóralnych.
Twórczość kompozytorska Juhana Aavika to przede wszystkim utwory kameralne i fortepianowe, ale także znaleźć można dzieła bardziej rozbudowane, tj. dwie symfonie, koncerty oraz kantaty i pieśni. Utwory drugiej grupy powstały pod wpływem osobistych przeżyć kompozytora związanych z utratą niezależności ojczyzny (kantata na chór i orkiestrę Homeland, Palve na sopran, chór męski i organy; pieśń na chór mieszany Requeim aeternam, 1959; opera Sügisunelm).

## Odznaczenia
- Order Gwiazdy Białej III kl. – 24 lutego 1938[1]
- Order Krzyża Orła III kl. – 16 stycznia 1934[2]